# Barbara chante Jacques Brel
Albums de Barbara
Barbara chante Brassens
(1960) Dis, quand reviendras-tu ?
(1964)
Barbara chante Jacques Brel, est le troisième album de chansons enregistrées en studio par la chanteuse Barbara. L’édition originale est sortie en France, en 1961. Elle y reprend des chansons de Jacques Brel.

## Édition originale de l’album
- Janvier 1961 : Barbara chante Jacques Brel, disque microsillon 33 tours/25cm, Odeon (1266 M).
  - Pochette : photographie en couleurs, prise au cabaret L’Écluse par Jalix.
  - Enregistrement : monophonique.

### Réalisation
Les chansons ont été enregistrées en studio le 19 septembre 1960.

### Musiciens
- Barbara : piano.
- Elek Bacsik : guitare.
- Freddy Balta : accordéon
- Darzee : piano (sur le titre, Seul)

### Chansons
Toutes les chansons ont été écrites et composées par Jacques Brel.
Face 1
| No | Titre          | Durée      |
| -- | -------------- | ---------- |
| 1. | Les Flamandes  | 2 min 16 s |
| 2. | Je ne sais pas | 3 min 13 s |
| 3. | Voici          | 1 min 25 s |
| 4. | Seul           | 2 min 50 s |

Face 2
| No | Titre                   | Durée      |
| -- | ----------------------- | ---------- |
| 1. | Sur la place            | 2 min 55 s |
| 2. | Ne me quitte pas        | 1 min 59 s |
| 3. | Il nous faut regarder   | 1 min 49 s |
| 4. | Le Fou du roi           | 1 min 43 s |
| 5. | Litanies pour un retour | 1 min 15 s |

## Discographie liée à l’album
Identifications des différents supports :
LP (Long Play) = Microsillon 33 tours/30 cm.
CD (Compact Disc) = Disque compact

### Réédition de l’album
- 1963 : Barbara chante Jacques Brel, 33 tours/25 cm. CBS (OS 1266).
  - Pochette différente, avec une photographie en couleurs, prise au cabaret L’Écluse par Jalix.

### Publications contenant les 9 chansons de l’album
- 1983 : Barbara chante Brassens et Brel, LP CBS (545-31).
  - 17 titres, dont les 9 de l’album.
  - La photographie en couleurs du recto de la pochette est de Jean-Pierre Leloir.

- Mars 1992 : Barbara chante Brassens et Brel, CD Philips/Phonogram (510 899-2)[2].
  - 25 titres, dont les 9 de l’album.
  - La photographie en noir et blanc de la couverture du livret a été prise au cabaret L’Écluse par Jean-Pierre Leloir.